# Hemoaglutinació

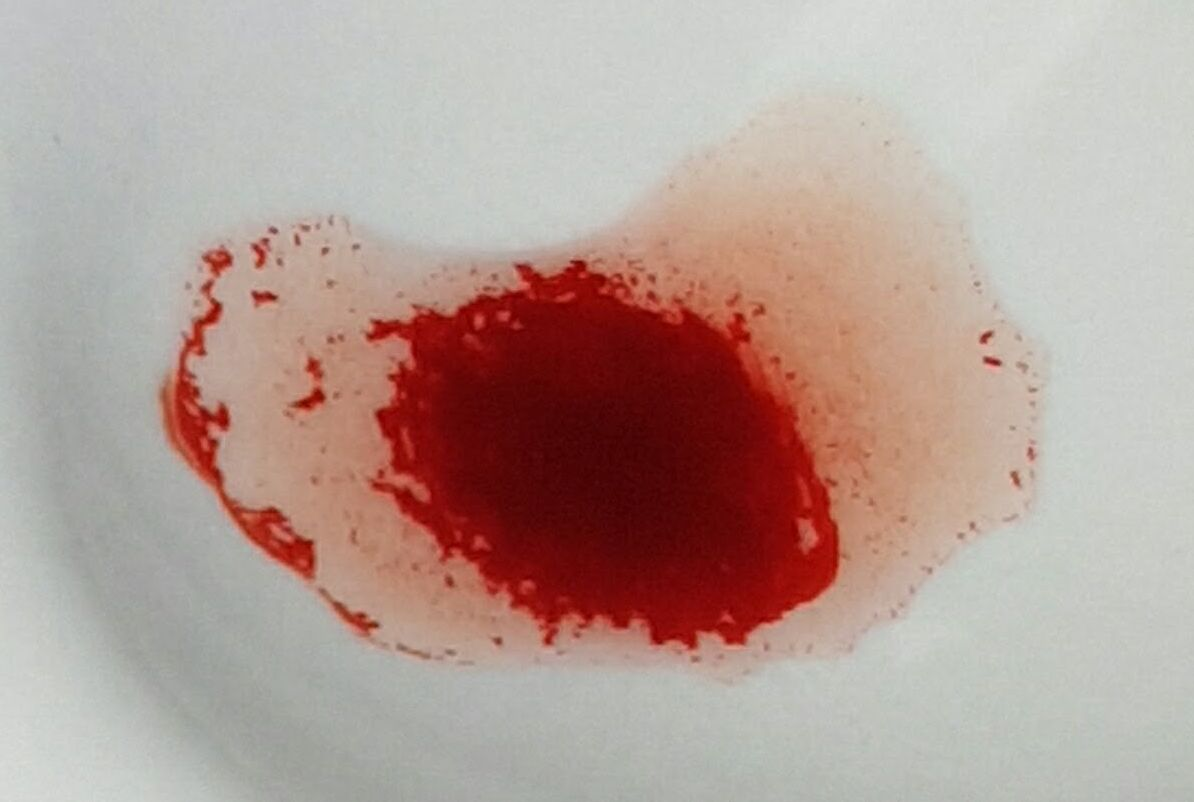
Hemoaglutinació en la determinació d'un grup sanguini

L'hemoaglutinació és l'aglutinació dels eritròcits o glòbuls vermells. Aquesta es deu a la presència d'antígens en els eritròcits capaços de reaccionar amb anticossos o amb proteïnes específiques d'alguns microorganismes (entre les quals destaquen les hemaglutinines). Es tracta d'una resposta biològica comuna enfront de determinats microorganismes, com els virus, i es fa servir de manera rutinària en tècniques de tipat de grups sanguinis o en la determinació de càrregues virals.